# 空间探测器

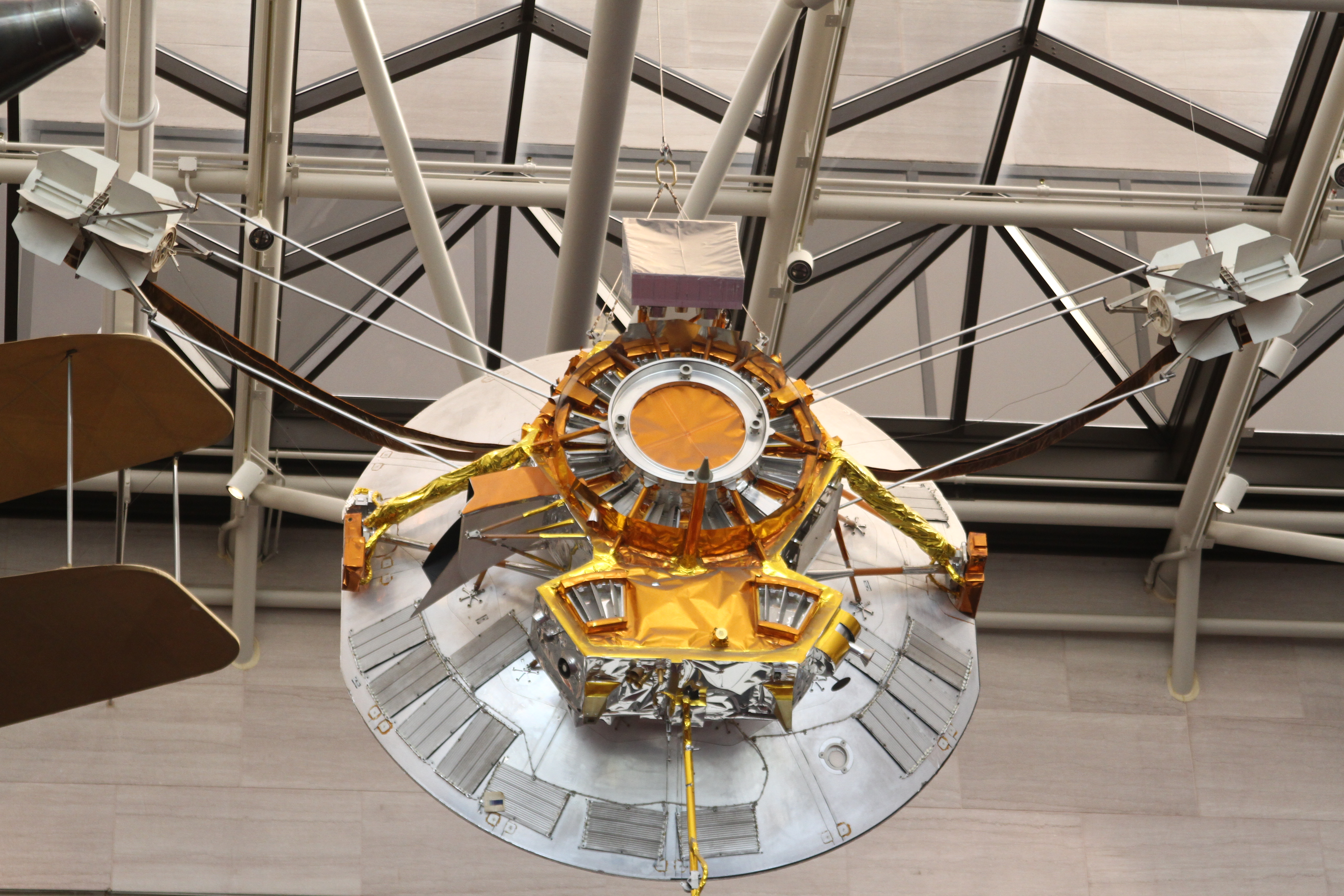
先驱者H号空间探测器

空间探测器（英語：space probe）也称深空探测器，是用于探测地球以外天体和星际空间的无人航天器。空间探测器的基本构造多与人造地球卫星相近，但探测器通常用于执行某一特定探測或調查的任务，因而会携带相应的特殊设备。由于离地球较远通信不畅，空间探测器通常有较完备的自动化系统，甚至具有一定程度的人工智能，以便在无人控制的情况下按實際情況來進行任務。

## 太空探測器和天文台
太空探測器是一個機器人太空船，它不繞地球運行，而是進一步探索外太空。太空探測器上有不同的科學儀器。太空探測器可能接近月球；穿越行星際空間；飛越、繞軌道飛行或降落在其它行星上；或者進入星際空間。太空探測器將收集到的數據發送到地球。太空探測器可以是軌道飛行器、著陸器和漫遊器。太空探測器還可以從目標收集資料並將其送回地球。
一旦探測器離開地球附近，其軌道很可能會沿著與地球軌道相似的繞太陽的軌道運行。要到達另一顆行星，最簡單實用的方法是霍曼轉移軌道。更複雜的科技，如重力助推，儘管它們可能需要探測器在運輸過程中花費更多時間，但可以節省能源。一些高ΔV任務（如具有高軌道傾角變化的任務）只能在現代推進的限制範圍內使用「重力助推」執行。一種只需很少推進力，但需要相當長時間的科技是沿著星際運輸網絡上的軌道運行。
太空望遠鏡或太空天文台是在外太空中用來觀測天文物體的望遠鏡。 太空望遠鏡避免了它們觀測到的電磁輻射的濾波和失真，也避免了地面天文台遇到的光污染。它們分為兩種類型：繪製整個天空地圖的衛星（巡天調查），以及聚焦於選定的天文物體或天空的一部分以及更遠的地方的衛星。太空望遠鏡不同於地球觀測衛星，後者指向地球進行衛星影像，用於天氣分析、間諜活動和其他類型的資訊收集。

## 月球探测
月球与人类关系密切，也是离地球距离最近的天体，因此它是人类进行空间探测的首选目标。世界上已有多个国家向月球发射了探测器并进行了月球实地考察。最早登上月球并带回土壤样本的是苏联的月球16号，它于1970年9月12日降落在月球表面，并于24日离月返回地球。中国于2003年3月1日开始进行探月工程，2007年10月24日发射了嫦娥一号月球探测器，于2010年10月1日又发射了嫦娥二号探测器，2013年嫦娥三号实施月球表面的软着陆，2019年嫦娥四号实施月球背面软着陆。

## 行星和行星际探测
在行星和行星际探测方面，苏联、美国、欧洲、日本、中国等国发射了多个探测器对太阳系内多个天体及其星际进行了探测。其中旅行者1号和旅行者2号已经离开太阳系成为恒星际探测器。

## 分類

### 依探測範圍
- 月球探测器
- 行星探測器
- 行星际探測器

### 依能源
- 燃料電池探測器
- 太陽能探測器
- 核能探測器

## 延伸閲讀
- McNutt, et al. – Radioisotope Electric Propulsion (2006) – NASA Glenn Research Center （页面存档备份，存于） (includes Centaur orbiter mission)
- Scott W. Benson – Solar Power for Outer Planets Study (2007) – NASA Glenn Research Center （页面存档备份，存于）

## 参閲
- 太空探索
- 中国探月工程
  - 嫦娥一号
  - 嫦娥二号
  - 嫦娥三号
- 隼鸟号
- 伽利略号
- 卡西尼－惠更斯号

## 外部連結
- 维基共享资源上的相關多媒體資源：空间探测器
- JPL – What Is a Space Probe? (2010) （页面存档备份，存于）

template:Solar System probes